# 双河镇 (江油市)
双河镇，是中华人民共和国四川省绵阳市江油市下辖的一个乡镇级行政单位。2019年12月，撤销新兴乡，将其所属行政区域划归双河镇管辖，双河镇人民政府驻新街西段113号。

## 行政区划
双河镇下辖以下地区：
双百社区、分水岭村、八角庙村、邓家塔村、天明村、桂花村、报恩寺村、蒲溪村、望乡台村和牛踩石村。